# Arta poetică
Arta poetică (din arta poetica; franceză l’art poétique)  ori poetica este un concept cu caracter subiectiv, specific esteticii, ce desemnează un ansamblu de norme sau reguli privind „nașterea“ sau „facerea“ poeziei, ori, în general, tehnica literaturii – cu abordări dinspre genuri sau specii literare, dinspre prozodie, figuri de stil, compoziție, stilistică –, în funcție de doctrinele și dogmele curentelor înregistrate în plan diacronic: clasicismul, romantismul, realismul, parnasianismul, simbolismul, expresionismul, suprarealismul, dadaismul etc.» .
Prima lucrare de tip Poetica a fost semnată de Aristotel, în orizontul anului 330 î. H., axându-se pe conceptul de mimesis («arta – imitare a naturii»). Alte celebre arte poetice – pentru literaturile antice – au ca autori pe Horațiu (Epistola către Pisoni), Quintilian ș. a. Pentru ilustrarea principiilor estetice ale clasicismului, celebră este Arta poetică de Nicolas Boileau, din anul 1674: 
„...Iubiți deci rațiunea și pentru-a voastre lire / Din ea luați frumosul, și-a artei strălucire. // Dar noi ce ne supunem la legea rațiunii, / Vrem arta să îndrepte și-un mers al acțiunii; / Un loc, o zi anume și-un singur fapt deplin / Vor ține pân' la urmă tot teatrul arhiplin. // (...) // Fii clar, concis și sprinten în orice povestire.”
Literatura română a fost înzestrată cu arte poetice de C. Conachi («Meșteșugul stihurilor românești»), Ion Heliade Rădulescu («Regulile sau Gramatica poeziei»), Eminescu ș. a. 
O veritabilă ars poetica a romantismului, poate, cel mai important manifest poetic din secolul al XIX-lea, se află în Epigonii de Mihai Eminescu. În prima parte a amplului poem-manifest, poetul elogiază «zilele de-aur a(le) scripturelor române», din epocile anterioare, cu «poeți ce-au scris o limbă ca un fagure de miere», spre a releva, prin antiteză, în partea a doua, epigonismul contemporanilor săi, «simțiri reci, harfe zdrobite, / mici de zile, mari de patimi, inimi bătrâne, urâte, / măști râzânde, puse bine pe-un caracter inimic», fără credință în ceva, pentru care Dumnezeu este o «umbră», pentru care Patria este «o frază» etc. În scrisoarea însoțitoare a poemului-manifest, Epigonii, către Iacob Negruzzi (de la revista «Convorbiri literare»), Eminescu ne încredințează: 
„Ideea fundamentală e comparațiunea dintre lucrarea încrezută și naivă a predecesorilor noștri și lucrarea noastră trezită, dar rece... Predecesorii noștri credeau în ceea ce scriu, cum Shakespeare credea în fantasmele sale... Comparațiunea din poezia mea cade în defavorul generației noi și – cred – cu drept. ”
Tudor Arghezi este autorul a numeroase arte poetice: Testament, Rugă de seară, Incertitudine, Epigraf, Flori de mucigai, Cuvânt, Poetului necunoscut, Horă de poeți etc. În „fruntea“ volumului de debut, Cuvinte potrivite, din anul 1927, Tudor Arghezi și-a pus cea mai interesantă dintre artele sale poetice, Testament, un poem esențial pentru întregul său program estetico-literar realist. În „deschiderea“ Testamentului arghezian, cartea – ca bun testamentar transmis fiului – se relevă simbolic în treaptă întru cunoaștere veridică, în prim-hrisov «al robilor cu saricile pline de oseminte» „vărsate“, „transferate“ în ființa poetului. Tatăl-poet lasă moștenire fiului nu orice fel de carte, ci cartea-tezaur întru cunoaștere a neamului său din temelia piramidei sociale, carte oglindind «seara răzvrătită» a strămoșilor ce au urcat «pe brânci», prin „râpile“ / „gropile adânci“ ale istoriei. Rostul cărții este clar expus: 
„Ca să schimbăm, acum, întâia oară, / Sapa-n condei și brazda-n călimară. De aceea, Bătrânii-au adunat, printre plăvani, / Sudoarea muncii sutelor de ani. ”
În astfel de carte argheziană, destinată celor din baza piramidei sociale, «urmașilor stăpâni», nu robi ca până acum, răsar «cuvinte potrivite și leagăne...», desigur, «din graiul lor cu-ndemnuri pentru vite». Arta poetică argheziană constă în valorificarea, rafinarea, sublimarea tuturor elementelor ce intră în sfera realității pure, neînfrumusețate romantic, sămănătorist etc., îndeosebi, a elementelor ce aparțin apoeticului, urâtului, grotescului, infernalului / monstruosului etc.: 
„Făcui din zdrențe muguri și coroane. / Veninul strâns l-am preschimbat în miere, / Lăsând întreagă dulcea lui putere. / Am luat ocara, și torcând ușure / Am pus-o când să-mbie, când să-njure.”
La Octavian Goga întâlnim o artă poetică mesianic-poporanistă chiar în „deschiderea“ volumului de Poezii, publicat în anul 1905; este vorba despre poezia Rugăciune. Lamura mesianismului se relevă nu numai în Rugăciune, ci și în Mărturisiri literare, din anul 1932: 
„Eu, grație structurii mele sufletești, am crezut întotdeauna că scriitorul trebuie să fie un luptător, un deschizător de drumuri, un mare pedagog al neamului din care face parte, un om care filtrează durerile poporului prin sufletul lui și le transformă într-o trâmbiță de alarmă. Am văzut în scriitor un element dinamic, un răscolitor de mase, un revoltat... Am văzut în scriitor un semănător de credințe și un semănător de biruințe.”
Volumul de debut în poezie al lui Lucian Blaga, Poemele luminii (1919), se deschide cu o remarcabilă ars poetica a expresionismului, Eu nu strivesc corola de minuni a lumii, în care se oglindește și faimoasa potențare a misterului, exprimată totodată și în registrul aforismului, din Pietre pentru templul meu (din același an): 
„Câteodată, datoria noastră în fața unui adevărat mister nu e să-l lămurim, ci să-l adâncim așa de mult încât să-l prefacem într-un mister și mai mare». Rostul / misia poeziei expresioniste, rod al luminii cunoașterii „luciferice“, ori „paradisiace“, este schimbarea a tot ce-i neînțeles în «ne-nțelesuri și mai mari», prin iubire de «flori și ochi și buze și morminte»”
Enumerarea nu este întâmplătoare, căci realul vizat prin sinecdocă are patru cardinale repere: floarea – ca punct inițial, „epifanic“, „primăvară“, sau „vară“, ori „toamnă“, cu fragranța vieții; ochiul – bază a receptării întru reflectare, întru cunoaștere de orizonturi;  buzele – „treaptă“ a senzorialului / carnalului, „garoafă“ a rostirii, a exprimării sinelui etc.; mormântul – punct terminus al vieții, loc al ocultării, al trecerii din «Țara-cu-Dor» în «Țara-fără-Dor», spațiu al metamorfozelor ens-ului uman, al „transcenderii“ etc. Catharsis-ul blagian este rezultatul trăirii în tot mai «largi fiori de sfânt mister», condiție sine qua non a poeziei expresioniste. 
Poezia Din ceas, dedus..., «compusă în toamna lui 1929, utilizând un material poetic din 1920», cu care se deschide volumul Joc secund, publicat de Ion Barbu în 1930, și poezia secundă a acestui volum, Timbru, mai întâi «apărută cu titlul Apropiat, în Sburătorul, din noiembrie 1926», se constituie într-o barbiană artă poetică hermetic-parnasiană, „în două părți“: 
1. («Din ceas, dedus...»):

„Din ceas, dedus adâncul acestei calme creste, / Intrată prin oglindă în mântuit azur, / Tăind pe înecarea cirezilor agreste, / În grupurile apei, un joc secund, mai pur. // Nadir latent ! Poetul ridică însumarea / De harfe resfirate ce-în sbor invers le pierzi / Și cântec istovește: ascuns cum numai marea, / Meduzele când plimbă sub clopotele verzi.”
; 
1. («Timbru»):

„Cimpoiul veșted luncii, sau fluierul în drum, / Durerea divizată o sună-încet, mai tare... / Dar piatra-în rugăciune, a humei despuiare / Și unda logodită sub cer, vor spune – cum ? // Ar trebui un cântec încăpător, precum / Foșnirea mătăsoasă a mărilor cu sare; / Ori lauda grădinii de îngeri, când răsare / Din coasta bărbătească al Evei trunchi de fum.”
Cu privire la „prima parte“ de ars poetica, Din ceas, dedus..., George Călinescu evidențiază că «hermetismul lui Ion Barbu e adesea numai filologic», cele două catrene din „deschiderea“ Jocului secund fiind «o cugetare clară, în limbaj dificil, arta poetică a liricului: Poezia (adâncul acestei calme creste) este o ieșire (dedus) din contingent (din ceas) în pură gratuitate (mântuit azur), joc secund, ca imaginea cirezii resfrântă în apă; e un nadir latent, o oglindire a zenitului în apă, o sublimare a vieții prin retorsiune» . Desigur, această primă parte a artei poetice barbiene grăiește despre faptul indiscutabil că Poetul și Poezia aparțin sferei ceasului, adică prezentului, la mijlocul axei spațio-temporalității, în vectorizare paradoxist-geometric-lirico-semantică, între polul plus („plus-infinit“), al realului / istoriei, al cosmosului nostru, sugerat de calma creastă, zenitul, și polul minus („minus-infinit“), simetric, constituit de adâncul..., «nadirul latent», sau „creasta inversă“, „ca o piramidă cu vârful în jos“. Este infinitul cunoașterii în plan diacronic, istoria ens-ului uman, devenirea Ființei, însemnând evoluție între două „repere“ de care suntem conștienți ca grupuri ale apei (se știa și în perioada interbelică faptul că, la moarte, un corp uman de o sută de kilograme, prin incinerare, se transformă în două kilograme de cenușă, restul evaporându-se,  „fiind apă“ / „compuși ai apei“; astfel, se deduce ușor că ființele umane sunt sublime „grupuri ale apei“). Poezia pură, jocul secund, rețea de cristale ale Logosului, când se îneacă / dispare „animalitatea planetară“ / „spiritul de turmă din junglă“ («cirezile agreste») prin „umanizare“, în «grupurile apei», are menirea ca, din prezent / «din ceas», să oglindească măreția lumii, «calma creastă», zenitul, dar și opusu-i, «nadirul latent», să-i deducă întreaga istorie / viață, spre a proiecta-o în sfera înaltă a spiritului sacru, «în mântuit azur», chiar „tăind“ nodul gordian existențial ca Alexandru Macedon. Numai astfel «Poetul ridică însumarea de harfe resfirate», sumă de trăiri și „harfe“ (metonimie / sinecdocă: Poet / Poezie) ce pot fi pierdute în „sborul invers“, „zborul“ dinspre tinerețe spre bătrânețe, dinspre viață spre moarte, dinspre lumină spre întuneric; numai în acest chip istovitor, trăind / cunoscând profund marea vieții, se naște veritabila poezie, pura poezie, asemenea transparentelor meduze ivindu-se dintr-o foșnire mătăsoasă a clorurii de sodiu. În Timbru, se continuă ars poetica parnasiano-hermetică barbiană; cimpoiul și fluierul (metonimie / sinecdocă: Poet / Poezie) sunt instrumentele specifice rapsozilor pelasgo-daco-thraci / valahi (dacoromâni-arhaici), întregului neam al orfeicilor; misia Poetului / Poeziei este de a cânta «durerea divizată», durerea lumii întregi din fiecare ens / ins al ei; dar nu numai omul este demn de cântare, ci și «piatra în rugăciune» („statuile“), «a humei despuiare» („arta ceramică“), natura întreagă, «unda logodită sub cer», adică toată creația dumnezeiască. Poezia trebuie să fie «cântec încăpător», atoatecuprinzător, ca «foșnirea mătăsoasă a mărilor cu sare», ori ca imnul edenic al îngerilor din clipa în care Dumnezeu a făurit pe Eva din coasta bărbătească a lui Adam. Poezia pură în accepțiunea barbiană se vrea holo-cântec, ori cântare a Genezei, a întregului cosmos. 
În Operele imperfecte (1979), Nichita Stănescu a publicat și poezia Evocare, surprinzând un aspect fundamental al esteticii stănesciene, revolta sublimă a semnificantului împotriva semnificatului, modul în care semnificantul „atrage“, „naște“ semnificatul, ori – după cum ne încredințează în alt context chiar poetul – chipul decurgerii materiei din Cuvânt. În Evocare, e vorba despre proaspăt-născuta Poezie, identificându-se în iubirea absolută a protagonistului liric: «Ea era frumoasă ca umbra unei idei – / a piele de copil mirosea spinarea ei...». Două dimensiuni lirico-semantice se evidențiază: cea concretă, descrierea Iubitei / Poeziei, palpabilă, corporală, și cea abstractă, a ideii, a umbrei ideii. Desigur, ca și la nou-născut, ființarea poeziei se certifică prin strigăt, dintr-o „limbă moartă“, în numele unei dialectici a viului. În catrenul al doilea suntem atenționați asupra dimensiunilor imponderabile: „ea nu avea  greutate“, fiind ca aerul respirat; dar are gust ca sarea atât de „slăvită la ospețe de barbari“; e vorba de un „ospăț al spiritului“, la care se consumă Poezia, „sarea tuturor marilor idei“. Se mai prezintă cu două fețe, mai mult decât „ianusbifrontice“, una „râzândă“ și cealaltă „plângândă“ cu lacrimi mari. În distihul „conclusiv“, Nichita Stănescu reia aserțiunea-vers din „deschidere“, în care substituie ideea cu gândul – «ea era frumoasă ca umbra unui gând» –, idee / gând proiectat(ă) ca într-o cosmogeneză, ca într-o naștere a pământului „între apele primordiale“: «Între ape, numai ea era pământ.» (v. Ion Pachia Tatomirescu, Nichita Stănescu și paradoxismul, Ed. Aethicus, 2000, p. 107 / 155 sqq.).